# Первобытное человеческое стадо
Первобытное человеческое стадо (или праобщина) — употреблявшееся в советской науке условное название первоначального человеческого коллектива, который занимался собирательством и, возможно, охотой, непосредственно сменившего коллективы ближайших животных предков человека. Предполагалось, что половые отношения в таком коллективе были беспорядочными (промискуитет); постепенно половые связи между членами одного стада стали запретными и были заменены связями с членами других коллективов (экзогамия) –– так стадо превращалось в род.
Современными историками и антропологами существование общества такого типа подвергается сомнению. Наблюдение за современными человекообразными обезьянами, а также данные археологии указывают на то, что по крайней мере со времени австралопитеков первобытные люди жили небольшими группами от 15 до 35 особей (человек), образованных гаремными или моногамными семьями.
 ...начальную форму организации общества в отечественной науке часто называют «первобытным человеческим стадом», В то же время некоторые ученые считают, что употребление этого термина неправомерно, так как в нем объединены несовместимые понятия — стадный характер взаимоотношений приписывается первобытным человеческим коллективам, следовательно, допускается вульгаризация, биологизация процессов общественного развития. Но это возражение вряд ли основательно. Термин «первобытное человеческое стадо» как раз хорошо передает диалектическое своеобразие организации древнейших и древних людей, ее переходное состояние от предчеловеческого стада животных к «готовому», сформировавшемуся обществу.